# Stanley Hiller

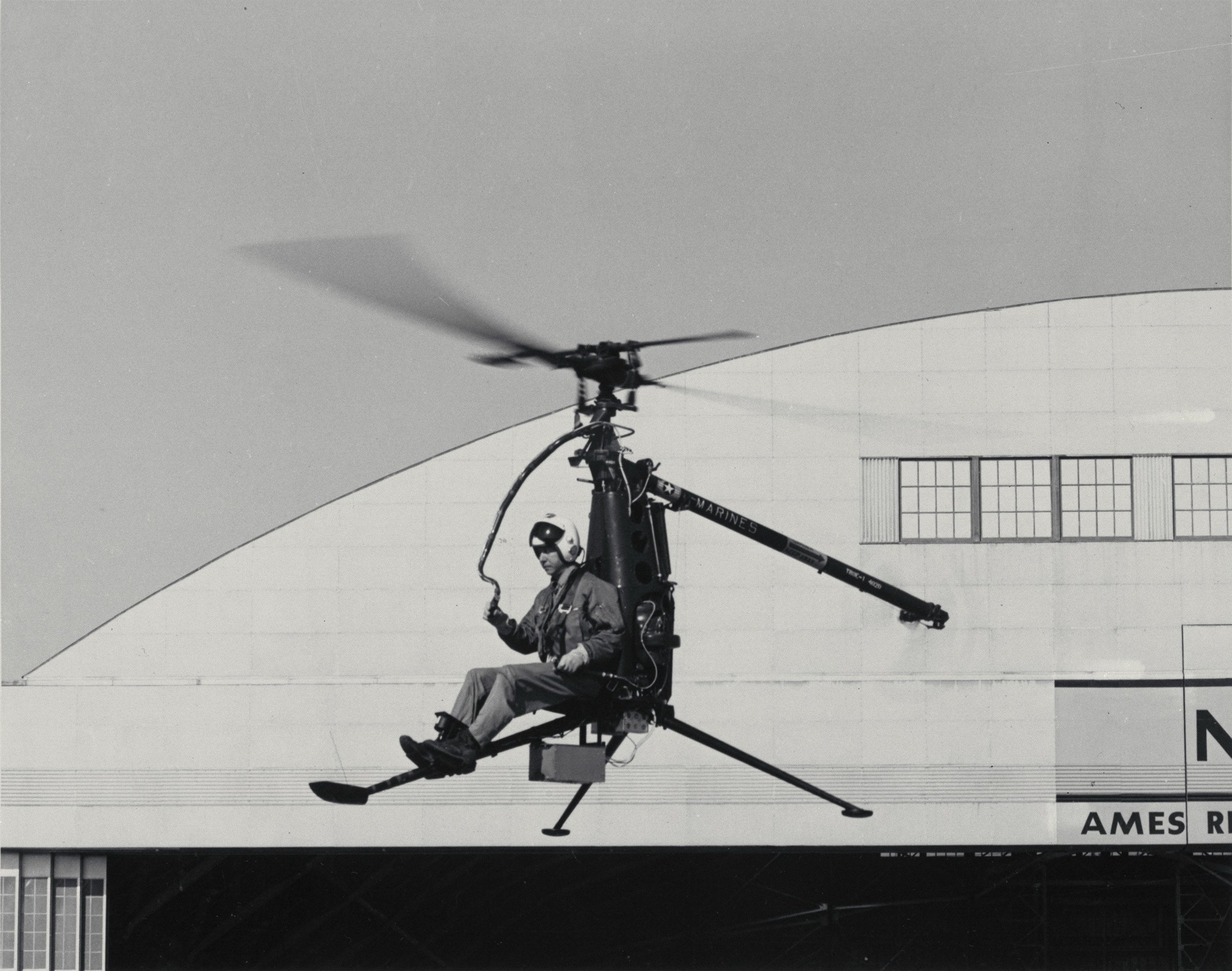
Hiller YROE-1 Rotorcycle, 1956

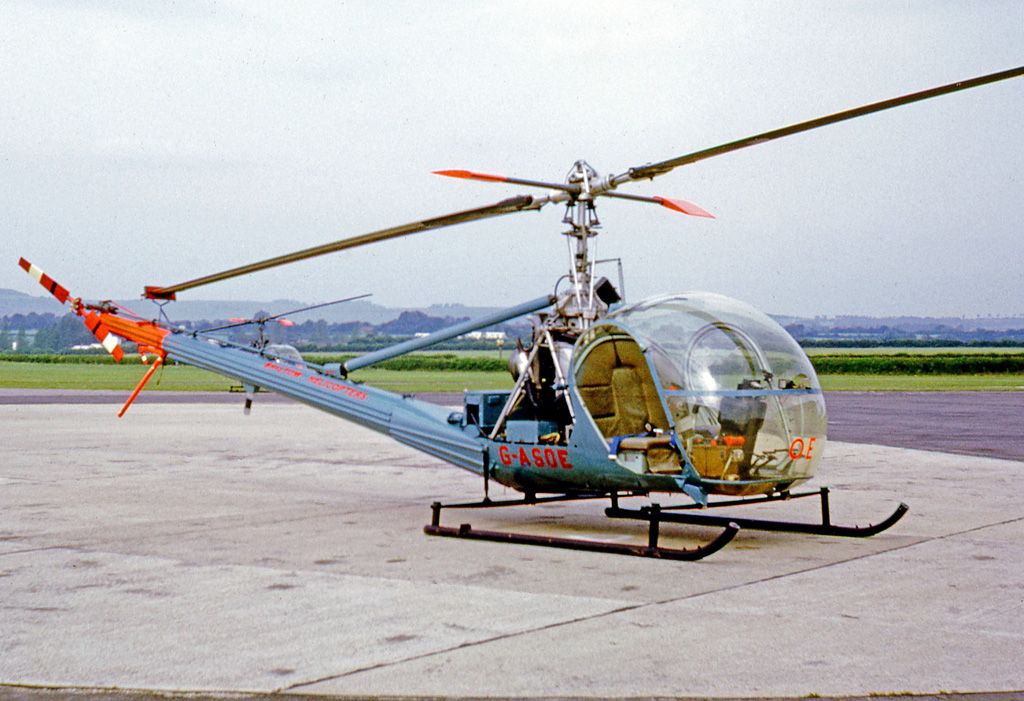
Hiller UH-12C

Stanley Hiller Jr., född 15 november 1924 i San Francisco i Kalifornien i USA, död 20 april 2006 i Atherton, Kalifornien i USA, var en amerikansk konstruktör av helikoptrar.
Stanley Hiller Jr. var son till uppfinnaren och fabrikören Stanley Van Winkle Hiller (1888–1968) och Opal Perkins Hiller (1895–1965). Stanley Hiller Jr. växte upp i Kalifornien. Han konstruerade redan vid 15 års ålder världens första fungerande modell av en helikopter med koaxialrotorer och förevisade vid 17 års ålder konstruktionen av experimenthelikoptern Hiller XH-44 för den amerikanska armén. Den 4 juli 1944 provflögs XH-44. Han grundade därefter en helikopterfabrik i Berkeley, Kalifornien.
Hiller grundade Hiller Industries, som i samarbete med Henry J. Kaiser 1945 blev United Helicopters. År 1948 ändrades namnet till Hiller Aircraft. Efter det att Hillers företag 1966 fusionerat med Fairchild Aircraft, lämnade Stanley Hiller företaget för att under 20 års tid vara expert på att få förlustbringande företag vinstgivande, som vd eller arbetande styrelseordförande, med bas i sitt företag Hiller Investment Company.
Ett av Stanley Hillers mest lyckosamma företagsarbeten genomfördes mot slutet av hans karriär, då han övertalade Borg Warner Inc. att sälja av sitt förlustbringande dotterbolag för luftkonditionering, York International. Stanley Hiller vände som vd företaget till vinst.
Han gifte sig 1946 med Carolyn Balsdon. Paret hade två söner.